# 21 décembre
Pour les articles homonymes, voir Vingt-et-Un-Décembre.
21 novembre 21 janvier
Chronologies thématiques
- Croisades
- Ferroviaires
- Sports
- Disney
- Anarchisme
- Catholicisme

Abréviations / Voir aussi
- (° 1852) = né en 1852
- († 1885) = mort en 1885
- a.s. = calendrier julien
- n.s. = calendrier grégorien
- Calendrier
- Calendrier perpétuel
- Liste de calendriers
- Naissances du jour

Le 21 décembre est le 355e jour de l'année du calendrier grégorien, le 356e en cas d'année bissextile. Il reste 10 jours avant la fin de l'année.
C'est une date fréquente pour le solstice, d'hiver ou d'été selon l'hémisphère terrestre nord ou sud, entre le 20 et le 23 décembre.
C'était généralement le 1er jour du mois de nivôse dans le calendrier républicain français, officiellement dénommé jour de la tourbe.

## Événements

### XIIesiècle
- 1140 : fin du siège de Weinsberg.
- 1192 : Richard Cœur de Lion, roi d'Angleterre, est capturé au retour de la troisième croisade par les hommes de Léopold d'Autriche.

### XVIIesiècle
- 1664 : Nicolas Fouquet est condamné à la peine de confiscation de tous ses biens, et à un bannissement hors du même royaume.

### XVIIIesiècle
- 1795 : deuxième bataille du Rocher de La Piochais, pendant la Chouannerie.

### XIXesiècle
- 1826 : fondation de la République de Fredonia.
- 1832 : les forces égyptiennes mettent en déroute l'armée turque, à la bataille de Konya.
- 1851 : en France, plébiscite, accordant au président élu sortant, de la deuxième République, le "prince-président" récent putschiste Louis-Napoléon Bonaparte, le pouvoir constituant et la présidence pour dix ans.
- 1861 : le président américain Abraham Lincoln crée la Medal of Honor.
- 1880 : en France, Camille Sée, député de la gauche républicaine, fait adopter une loi sur l'enseignement des jeunes filles.

### XXesiècle
- 1958 : Charles de Gaulle est élu président de la République française, par un suffrage indirect, dans ce premier temps.
- 1960 : en Arabie saoudite, démission de l'émir Fayçal, premier ministre ; le roi Saoud prend la tête du gouvernement.
- 1965 : la Convention internationale sur l'élimination de toutes les formes de discrimination raciale est adoptée.
- 1972 : 
  - En Allemagne, signature  à Berlin du traité fondamental entre les deux États allemands d'alors.
  - En Argentine, le berger chilien Sergio Catalán rencontre et aide Roberto Canessa et Fernando Parrado, rescapés de la catastrophe du vol Fuerza Aérea Uruguaya 571, durant leur périple héroïque à travers la Cordillère des Andes.
- 1979 : signature des accords de Lancaster House.
- 1988 : Attentat de Lockerbie en Écosse
- 1991 : lors du sommet d'Alma-Ata, la Communauté des États indépendants est élargie à l’Arménie, à l’Azerbaïdjan, au Kazakhstan, au Kirghizistan, à la Moldavie, au Turkménistan, au Tadjikistan, et à l’Ouzbékistan, alors que l’Ukraine, la Russie et la Biélorussie reçoivent le statut de « membres fondateurs ».

### XXIesiècle
- 2014 :
  - Béji Caïd Essebsi est élu président de la République tunisienne, face au président sortant Moncef Marzouki.
  - Klaus Iohannis est investi président de Roumanie.
- 2017 : lors des élections au Parlement de Catalogne en Espagne, les partis indépendantistes conservent la majorité, mais les unionistes de Ciudadanos arrivent en tête.

## Arts, culture et religion
- 1124 : Honorius II est élu pape.
- 1903 : en France, le premier prix Goncourt littéraire est décerné.
- 1937 : première de Blanche-Neige et les Sept Nains, premier long-métrage d'animation de l'histoire du cinéma, par Walt Disney et ses collaborateurs, au Carthay Circle Theater.
- 2005 : sortie en France du film Le Monde de Narnia[2].

## Sciences et techniques
- 1835 : le HMS Beagle navigue dans Bay of Isles, en Nouvelle-Zélande.
- 1968 : lancement d'Apollo 8, première mission spatiale habitée au-delà de l'orbite terrestre.
- 1970 : premier vol du Grumman F-14 Tomcat.
- 1988 : premier vol de l'Antonov An-225.

## Économie et société
- 1163 : en Hollande, inondation de la Saint-Thomas.
- 1880 : Camille Sée, député de la gauche républicaine, fait adopter la loi sur l'enseignement aux jeunes filles de France.
- 1911 : premier braquage connu au monde avec utilisation d'une automobile, par les anarchistes Jules Bonnot, Octave Garnier et Raymond Callemin, membres de la bande à Bonnot, au 148 de la rue Ordener à Paris 18è, contre la banque Société générale.
- 1971 : fondation de Médecins sans frontières par de french doctors.
- 1978 : le vol TWA 541 est détourné par la fille d'une femme tuée en détournant un hélicoptère pour libérer un prisonnier fédéral, incarcéré pour avoir détourné un autre vol de la TWA en 1972.
- 1985 : inauguration sous un chapiteau de cirque à Gennevilliers en banlieue parisienne de l'un des premiers Restos du Cœur promus par l'humoriste et acteur Coluche qui mourra prématurément six mois plus tard. Près de 5 000 bénévoles vont distribuer déjà 8,5 millions de repas lors de cette première campagne hivernale qui s'ouvre[3].
- 1988 : un attentat contre le vol 103 Pan Am fait 270 morts, au-dessus du village écossais de Lockerbie. La culpabilité de terroristes libyens sera avérée.
- 2018 : fermeture de la mine de Prosper-Haniel, la dernière mine de charbon d'Allemagne[4].
- 2019 :
  - au Mali, 40 djihadistes, du Groupe de soutien à l'islam et aux musulmans, sont tués, dans une opération française de la force Barkhane en forêt de Wagadou.
  - En France, l'intégration de la technologie DAB+ devient obligatoire dans les récepteurs de radio proposés à la vente[5].
- 2022 : sur une grande partie du Canada, des États-Unis et même sur le nord du Mexique, une tempête hivernale entraîne la mort de 80 personnes, des accidents et des fermetures de routes, l’annulation ou le retard de plus de 10 000 vols pendant la période achalandée de Noël[6].
- 2023 : 
  - en Centrafrique, un militaire est tué et des dizaines de civils massacrés lors d'une attaque contre le village de Nzakoundou imputée au groupe armé des 3R ;
  - en Tchéquie, quatorze personnes sont tuées lors d'une fusillade à l'université de Prague, qui devient alors la plus grosse tuerie de masse de l'histoire du pays depuis son indépendance en 1993 ;

## Naissances

### XIIesiècle
- 1117 : Thomas Becket, chancelier d'Angleterre et archevêque de Cantorbéry, de 1162 à 1170 († 29 décembre 1170).

### XVesiècle
- 1401 : Tommaso Masaccio, peintre italien († 1428).

### XVIesiècle
- 1573 : Mathurin Régnier, poète satirique français († 22 octobre 1613).

### XVIIesiècle
- 1603 : Roger Williams, théologien anglais († 1er avril 1683).

### XVIIIesiècle
- 1773 : Robert Brown, botaniste écossais († 10 juin 1858).
- 1795 : Leopold von Ranke, historien allemand († 23 mai 1886).

### XIXesiècle
- 1804 : Benjamin Disraeli, écrivain et homme politique britannique Premier ministre († 19 avril 1881).
- 1815 : Thomas Couture, peintre français († 30 mars 1879).
- 1823 : Jean-Henri Fabre, entomologiste, homme de sciences et écrivain français († 11 octobre 1915).
- 1850 : Zdeněk Fibich, compositeur tchèque († 15 octobre 1900).
- 1859 : Gustave Kahn, poète et critique d'art français († 5 septembre 1936).
- 1866 : Maud Gonne MacBride, comédienne et nationaliste irlandaise († 27 avril 1953).
- 1870 : « Minuto » (Enrique Vargas González dit), matador espagnol († 20 juin 1930).
- 1878 : Jan Łukasiewicz, philosophe et logicien polonais († 13 février 1956).
- 1883 : « Serranito » (Hilario González Delgado dit), matador espagnol († 13 octobre 1908).
- 1884 : Tomás Monje Gutiérrez, juriste et homme politique bolivien, président de Bolivie de 1946 à 1947 († 15 juillet 1954).
- 1885 :
  - Marcel Cadolle, cycliste sur route français († 21 août 1956).
  - Frank Patrick, joueur et dirigeant de hockey canadien († 29 juin 1960).
- 1888 : Jean Bouin, athlète français, spécialiste de la course de fond († 29 septembre 1914).
- 1890 : Hermann Joseph Muller, généticien américain, Prix Nobel de physiologie ou médecine en 1946 († 5 avril 1967).
- 1892 : Walter Hagen, golfeur américain († 6 octobre 1969).
- 1893 : Georges Buchard, escrimeur français, deux fois champion olympique par équipe († 22 janvier 1987).
- 1898 : Romanie Pollet, doyenne de Belgique († 17 octobre 2009).

### XXesiècle
- 1901 : Roland Armontel (Auguste Louis Magnin dit), comédien français († 8 mars 1980).
- 1902 : Patrick Hughes, joueur de tennis britannique († 8 mai 1997).
- 1903 :
  - Elinor Fair, actrice américaine († 26 avril 1957).
  - Lawrence Treat, romancier et essayiste américain († 7 janvier 1998).
- 1904 : Jean Bazaine, peintre français († 4 mars 2001).
- 1905 : Édouard Carlier, homme politique français († 24 avril 1991).
- 1906 : Frode Jakobsen, écrivain et homme politique danois († 15 juin 1997).
- 1907 : Marc Bouloiseau, historien français († 15 mai 1999).
- 1908 : Édouard Ainciart, joueur français de rugby († 11 mars 1980).
- 1909 : Seichō Matsumoto (松本清張), auteur japonais de romans policiers († 4 août 1992).
- 1910 : 
  - Rosa Bouglione dite parfois Madame Rosa, artiste et co-gérante de cirque européenne devenue centenaire († 26 août 2018).
  - Annette « Netta » Duchâteau, actrice belge († 24 mai 1994).
- 1911 :
  - Junie Astor (Rolande Jeanne Risterucci dite), actrice française († 22 août 1967).
  - Joshua « Josh » Gibson, joueur de baseball américain († 20 janvier 1947).
- 1912 :
  - Paul Meurisse, acteur français († 19 janvier 1979).
  - Mario Zatelli, footballeur puis entraîneur français († 7 janvier 2004).
- 1913 : François Bourlière, médecin et écologue français  († 10 novembre 1993).
- 1914 : Clare Graves, professeur de psychologie américain († 3 janvier 1986).
- 1915 :  
  - Oddmund Andersen, footballeur norvégien († 23 novembre 1999).
  - Robert Fabre, homme politique français († 23 décembre 2006).
  - Joseph « Joe » Mantell, acteur américain († 29 septembre 2010).
  - Paul Niger, écrivain, administrateur et militant français († 22 juin 1962).
- 1917 : Heinrich Böll, écrivain allemand († 16 juillet 1985).
- 1918 : Kurt Waldheim, diplomate autrichien, secrétaire général de l'ONU puis président de la République d'Autriche († 14 juin 2007).
- 1919 : Monique Isnardon (Simone, née Buisson), première cheffe-monteuse française connue devenue centenaire († 4 mars 2021).
- 1920 : Alicia Alonso, danseuse et chorégraphe cubaine († 17 octobre 2019).
- 1921 :
  - Jean Gascon, acteur et metteur en scène québécois († 13 avril 1988).
  - Maila Nurmi, actrice américaine († 10 janvier 2008).
  - Pepe Luis Vázquez (José Luis Vázquez Garcés dit), matador espagnol († 19 mai 2013).
- 1923 : Richard Hugo, écrivain américain de École du Montana († 22 octobre 1982).
- 1926 : Joseph Vincent « Joe » Paterno, joueur américain de football américain († 22 janvier 2012).
- 1928 : Edwin Stafford « Ed » Nelson, acteur américain († 9 août 2014).
- 1929 : Bernard Pariset, judoka français († 6 décembre 2004).
- 1930 : Claude Carrère (Claude Ayot dit), compositeur, parolier, chanteur et producteur français et auvergnat de musique († 9 avril 2014).
- 1932 : Jean-Jacques Guyon, cavalier français, champion olympique († 20 décembre 2017).
- 1935 :
  - John Guilbert Avildsen, réalisateur américain († 16 juin 2017).
  - Lorenzo Bandini, pilote de F1 italien († 10 mai 1967).
  - Edward Schreyer, homme politique canadien manitobien.
- 1936 : Henri Guybet, humoriste et acteur français.
- 1937 : Jane Fonda, actrice et militante américaine.
- 1938 :
  - Larry Bryggman, acteur américain.
  - Andris Kolbergs, romancier et scénariste letton († 5 novembre 2021).
- 1939 :
  - Lloyd Axworthy, homme politique canadien.
  - Carlos do Carmo, chanteur portugais de fado († 1er janvier 2021).
- 1940 : Frank Zappa, musicien américain († 4 décembre 1993).
- 1942 :
  - Hu Jintao (胡锦涛), homme politique chinois, président de la République populaire de Chine de 2003 à 2013.
  - Carla Thomas, chanteuse américaine.
- 1943 :
  - André Arthur, homme politique et animateur de radio canadien († 8 mai 2022).
  - Gwen McCrae (Gwen Mosley dite), chanteuse américaine.
  - Albert Lee, musicien anglais.
  - Walter Spanghero, joueur de rugby à XV puis dirigeant et industriel français occitan.
- 1944 : Michael Tilson Thomas, pianiste, chef d’orchestre et compositeur américain.
- 1945 : 
  - Millie Hughes-Fulford, astronaute américaine († 2 février 2021).
  - Thierry Mugler, styliste français († 23 janvier 2022).
- 1946 :
  - C. Jérôme (Claude Dhotel dit Claude Jérôme ou), chanteur français († 14 mars 2000).
  - Reine Malo, animatrice québécoise de radio et de télévision.
  - Carl Wilson, chanteur et guitariste américain du groupe The Beach Boys († 6 février 1998).
- 1947 :
  - Gregory « Greg » Germain, comédien français.
  - Paco de Lucía (Francisco Sánchez Gómez dit), musicien espagnol († 25 février 2014).
- 1948 : Samuel Leroy Jackson, acteur américain.
- 1949 :
  - Patricia « Patti » Hogan Fordyce, joueuse de tennis américaine.
  - Daniel Killer, footballeur argentin.
- 1950 : Marouba Fall, romancier, poète et dramaturge sénégalais.
- 1952 : Joaquín Andújar, joueur de baseball dominicain († 8 septembre 2015).
- 1953 : Betty Wright (Bessie Regina Norris dite), chanteuse américaine. († 10 mai 2020).
- 1954 : Christine Marie « Chris » Evert, joueuse de tennis américaine.
- 1955 : Jane Kaczmarek, actrice américaine d'origine polonaise.
- 1956 : Roc LaFortune, acteur et scénariste québécois.
- 1957 :
  - Dominique Cabrera, réalisatrice et actrice française.
  - Thomas Anthony « Tom » Henke, joueur de baseball américain.
  - Louis Robitaille, danseur de ballet québécois.
  - Raymond Albert « Ray » Romano, humoriste et acteur américain.
- 1959 :
  - Florence Griffith-Joyner, athlète américaine († 21 septembre 1998).
  - Corinne Touzet, actrice française.
  - Kay Worthington, rameuse d'aviron canadienne, double championne olympique.
- 1960 : Andrew « Andy » Van Slyke, joueur de baseball américain.
- 1961 : Mitsuru Satō, lutteur japonais, champion olympique.
- 1964 : James « Jim » Popp, gestionnaire américain de football canadien.
- 1966 : Kiefer Sutherland, acteur britannique et canadien.
- 1969 : Julie Delpy, actrice française.
- 1970 :
  - Nasser al-Attiyah (ناصر صالح ناصر عبدالله العطية), pilote de rallye-raid et tireur qatari.
  - Stefan Lövgren, handballeur suédois.
  - Bart De Wever, homme politique belge flamand.
- 1971 : Matthieu Chedid dit souvent -M-, musicien français.
- 1972 :
  - Frédéric Blackburn, patineur de vitesse sur courte piste canadien.
  - LaTroy Hawkins, joueur de baseball américain.
  - Frédéric Lerner, musicien français.
  - Passi (Passi Ballende dit), rappeur français.
  - Claudia Poll, nageuse costaricienne.
- 1973 : 
  - Michael Joseph « Mike » Alstott, joueur de football américain.
  - Igor Kravtsov, rameur d'aviron russe, champion olympique.
- 1974 : Karrie Webb, golfeuse australienne.
- 1975 : Charles Michel, Premier ministre et homme d'État belge puis président du Conseil européen de l'Union européenne.
- 1977 :
  - Nicolas Bay, homme politique français.
  - Emmanuel Macron, haut fonctionnaire et banquier d'affaires français, conseiller, ministre puis président de la République.
- 1979 : 
  - Elisabet Canalias, mathématicienne et ingénieure aérospatiale espagnole.
  - Steve Montador, hockeyeur sur glace canadien († 15 février 2015).
  - Guillaume Sentou, humoriste français.
- 1980 :
  - Karim Atamna, basketteur algérien.
  - Sophie Deremaux, parachutiste française
  - Stefan Liv, hockeyeur sur glace suédois († 7 septembre 2011).
- 1981 : Marta Fernández, basketteuse espagnole.
- 1982 :
  - Edwin « Primo » Colón, catcheur portoricain.
  - Takeshi Hamada (濱田 武), footballeur japonais.
  - Philip Humber, joueur américain de baseball.
  - Peter Joppich, escrimeur allemand.
  - Thomas Payne, acteur britannique.
  - Szymon Szewczyk, basketteur polonais.
- 1983 : Steven Yeun, acteur américano-sud-coréen.
- 1985 :
  - Nicolás Almagro, joueur de tennis espagnol.
- 1986 : Yvonne Coldeweijer, actrice, auteure-compositrice-interprète, présentatrice et blogueuse néerlandaise.
- 1987 : 
  - Khristopher Adrian « Khris » Davis, joueur de baseball américain.
  - Vincent Vanasch, hockeyeur sur gazon belge.
- 1988 :
  - Kevin Anderson, basketteur américain.
  - Markeith Cummings, basketteur américain.
  - Daniel Richard « Danny » Duffy, joueur de baseball américain.
- 1993 : Cody Ceci, hockeyeur sur glace canadien.
- 1996 : Kaitlyn Dever, actrice américaine.

### XXIesiècle
- 2006 : Cooper Flagg, joueur de basket-ball américain.

## Décès

### IXesiècle
- 882 : Hincmar, archevêque de Reims de 845 à 882 (° 806).

### XIVesiècle
- 1302 : Jean II d'Harcourt, maréchal de France (° vers 1240).
- 1375 : Boccace (Giovanni Boccaccio dit), écrivain italien (° 1313).

### XVIesiècle
- 1549 : Marguerite de Navarre, princesse de la première branche d'Orléans de la dynastie capétienne (° 11 avril 1492).
- 1591 : Pedro Moya de Contreras, inquisiteur général, archevêque de Mexico et 6e vice-roi de Nouvelle-Espagne (° vers 1528).

### XVIIesiècle
- 1645 : Athos (Armand de Sillègue d'Athos d'Hauteville), mousquetaire du roi ayant inspiré Alexandre Dumas (° 1615).

### XVIIIesiècle
- 1741 : Bernard de Montfaucon, religieux et théologien français (° 16 janvier 1655).

### XIXesiècle
- 1805 : Manuel Maria Barbosa du Bocage, écrivain portugais (° 15 septembre 1765).
- 1807 : John Newton, marin anglais négrier puis ministre anglican et militant abolitionniste, parolier (° 24 juillet 1725).
- 1824 : James Parkinson, médecin et paléontologue anglais (° 11 avril 1755).
- 1838 : Johannes Christiaan Schotel, peintre néerlandais (°11 novembre 1787).
- 1851 : Carl Friedrich Rungenhagen, compositeur allemand (° 27 septembre 1778).
- 1867 : Karl Friedrich Schimper, botaniste et géologue allemand (° 15 février 1803).
- 1886 :
  - Lucien Chatain, peintre et vitrailliste français (° 10 avril 1846).
  - Adrien Goffinet, aide de camp du roi Léopold II de Belgique (° 10 avril 1812).
- 1890 : Niels Wilhelm Gade, compositeur danois (° 22 février 1817).

### XXesiècle
- 1916 : Daniel Oliver, botaniste britannique (° 6 février 1830).
- 1921 : Anatole de Cabrières, cardinal français, évêque de Montpellier de 1873 à 1921 (° 30 août 1830).
- 1929 : Gustave Belot, philosophe français (° 7 août 1859).
- 1931 : Alessandro Portis, géologue et paléontologue italien (° 17 janvier 1853).
- 1933 : Manuel António Gomes, scientifique et inventeur portugais (° 9 décembre 1868).
- 1935 : Kurt Tucholsky, journaliste et écrivain allemand (° 9 janvier 1890).
- 1940 : Francis Scott Fitzgerald, romancier américain (° 24 septembre 1896).
- 1941 : Louis Dufourcet, écrivain français (° 1er août 1866).
- 1945 : George Smith Patton, militaire américain (° 11 novembre 1885).
- 1948 : Władysław Witwicki, psychologue, philosophe, traducteur, historien et artiste polonais (° 30 avril 1878).
- 1950 : Konrad von Preysing, cardinal allemand, évêque de Berlin de 1935 à 1950 (° 30 août 1880).
- 1951 : Ernest John « Ernie » Collett, hockeyeur sur glace canadien (° 3 mars 1895).
- 1955 : Garéguine Njdeh, philosophe et homme politique arménien (° 1er janvier 1886).
- 1957 : Eric Coates, compositeur britannique (° 27 août 1896).
- 1963 : John Berry « Jack » Hobbs, joueur de cricket anglais (° 16 décembre 1882).
- 1965 : Claude Champagne, compositeur et pédagogue canadien (° 27 mai 1891).
- 1967 : Stuart Erwin, acteur américain (° 14 février 1903).
- 1968 : Vittorio Pozzo, footballeur puis entraîneur italien (° 2 mars 1886).
- 1974 : Richard Long, acteur américain (° 17 décembre 1927).
- 1975 : Jean Bertin, ingénieur en aéronautique français (° 5 septembre 1917).
- 1978 : Roger Caillois, écrivain, sociologue, critique littéraire et académicien français (° 3 mars 1913).
- 1985 : Kamatari Fujiwara (藤原釜足), acteur japonais (° 15 janvier 1905).
- 1986 : Wanis al-Kadhafi (خالد القذافي), Premier ministre libyen jusqu'au coup d'État de son homonyme (° 4 septembre 1924).
- 1988 : Nikolaas Tinbergen, savant néerlandais, prix Nobel de médecine en 1973 (° 15 avril 1907).
- 1990 : Edmond Delfour, footballeur puis entraîneur français (° 1er novembre 1907).
- 1992 :
  - Louis Ducreux, acteur français (° 22 septembre 1911).
  - Albert King (Albert Nelson dit), musicien américain (° 25 avril 1923).
  - Nathan Milstein, musicien américain d'origine russe (° 31 décembre 1903).
- 1993 : Guy des Cars, écrivain français (° 6 mai 1911).
- 1996 : Alfred Tonello, cycliste sur route français (° 11 mars 1929).
- 1997 :
  - Antunes da Silva, écrivain portugais (° 31 juillet 1921).
  - Robert Martel, contre-révolutionnaire français (° 5 mars 1921).
- 1998 :
  - Gilbert Charles-Picard, historien et archéologue français (° 15 octobre 1913).
  - Carlos Matus, économiste et homme politique chilien (° 19 novembre 1931).
  - Albert Monier, photographe français (° 3 mai 1915).
  - Ernst-Günther Schenck, médecin allemand (° 3 octobre 1904).
  - Béla Szőkefalvi-Nagy, mathématicien hongrois (° 29 juillet 1913).
- 2000 : Renaat Van Elslande, homme politique belge (° 21 janvier 1916).

### XXIesiècle
- 2002 : Patrick Bourrat, journaliste français (° 20 septembre 1952).
- 2004 : Lennart Bernadotte, neveu du roi de Suède Gustave VI Adolphe (° 8 mai 1909).
- 2006 :
  - Lois Hall, actrice américaine (° 22 août 1926).
  - Pierre Louki, acteur français (° 25 juillet 1920).
  - Valter Moberg, l'un des frères jumeaux Moberg, facteurs et restaurateurs d'orgues suédois (° 5 mars 1915).
  - Saparmyrat Nyýazow, homme politique turkmène (° 19 février 1940).
- 2010 : Enzo Bearzot, footballeur et entraîneur de football italien (° 26 septembre 1927).
- 2013 : Edgar Miles Bronfman, homme d'affaires canado-américain (° 20 juin 1929).
- 2014 : Michelle Tisseyre, animatrice de radio et de télévision et traductrice québécoise (° 13 mars 1918).
- 2017 : Bruce McCandless II, astronaute américain (° 8 juin 1937).
- 2019 : 
  - Alexis Le Gall, combattant breton de la France libre (° 20 octobre 1922).
  - Emanuel Ungaro, grand couturier français, fondateur de la maison de haute couture qui porte son nom (° 13 février 1933).
- 2021 :
  - Carlyle Glean, homme politique grenadien (° 11 février 1932).
  - Eberhard Mahle, pilote automobile de courses de côte et de rallyes allemand (° 7 janvier 1933).
  - Christian Ouellet, homme politique canadien (° 22 avril 1934).
  - Nkodo Sitony, chanteur camerounais (° 25 août 1959).
- 2022 :
  - Alberto Asor Rosa, critique littéraire, écrivain, universitaire et penseur politique italien (° 23 septembre 1933).
  - Aminah Cendrakasih, actrice indonésienne (° 29 janvier 1938).
  - Claude Dubois, illustrateur et scénariste de bande dessinée français (° 15 décembre 1934).
  - Franz Gertsch, peintre suisse (° 8 mars 1930).
  - Franco Harris, joueur américain de football américain (° 7 mars 1950).
  - Ronnie Hillman, joueur américain de football américain (° 14 septembre 1991).
  - Diane McBain, actrice américaine (° 18 mai 1931).
  - Éric Molinié, personnalité française du monde associatif et du monde de l'entreprise (° 30 novembre 1960).
  - György Tumpek, nageur hongrois (° 12 janvier 1929).

## Célébrations

### Internationales et nationales
- Journée mondiale de l'orgasme lorsque le solstice d'hiver tombe à cette date comme souvent.
- Journée de pi approximatif par référence à l'approximation « 355 / 113 » qui peut symboliser le 355e jour de l'année à 1 h 13 (voir aussi les 14 mars ou Pi-Day, March / 03.14 anglo-saxons).

- Taïwan, Hong Kong et autres Chine et Extrême-Orient : fête du Dong Zhi (littéralement « extrême de l'hiver ») ou fête chinoise du solstice d'hiver lorsque le solstice d'hiver tombe à cette date comme souvent[7].

### Religieuses
- Mythologie nordique : Yule, Jól, Jól, Jul, Joulu, Jõul, c'est-à-dire « solstice » (et non pas lutin Jules), fête correspondant au solstice d'hiver dans l'hémisphère nord (voir l'ancienne Yuletide juto-anglo-saxonne ou autre pour désigner parfois de manière archaïque leur Christmas / Noël ; ou les formules scandinaves toujours contemporaines pour se souhaiter de joyeux Noëls).
- Fêtes religieuses romaines Divalia(e) ou Angeronalia(e) en l'honneur de la déesse Angerona qui guérirait de douleur et tristesse et qui protégerait Rome (5è jour des saturnales).
- Christianisme orthodoxe : mémoire de Grégoire l'Illuminateur avec lectures de Sg. 5, 1(-17) ; Héb. 13, 17-21 et de Mt. 19, 27(– 20, 16) dans le lectionnaire de Jérusalem.

### Saints des Églises chrétiennes

#### Saints des Églises catholiques et orthodoxes
Saints des Églises catholiques et orthodoxes :
- Glycérius († 303), prêtre et martyr.
- Honorat de Toulouse (IIe siècle et IIIe siècle) — ou « Honoré » —, évêque.
- Julienne de Nicomédie († vers 304), vierge, martyre, avec cinq cents hommes et cent trente femmes; fêtée le 16 février, en Occident, et ce 21 décembre, en Orient.
- Psoté († 300) — ou « Pichoté » —, martyr.
- Séverin de Trèves († v. 300), évêque.
- Thémistocle de Myre († 250), berger, martyr.

Lorsque la fête de saint Thomas a été insérée dans le calendrier romain au IXe siècle, elle a été affectée au 21 décembre, bien que le Martyrologe de saint Jérôme (IVe siècle) mentionnât l'apôtre, le 3 juillet, date à laquelle la célébration romaine a été transféré en 1969, afin qu'elle n’interfère plus avec les principaux jours fériés de l'Avent.

#### Saints et bienheureux des Églises catholiques
Saints et bienheureux des Églises catholiques :
- Adrien de Dalmatie (XIIIe siècle), bienheureux religieux dominicain martyr avec vingt-sept compagnons.
- Dominique Spadafora († 1521), bienheureux religieux dominicain italien.
- Maria Lorenza Longo († 1539), bienheureuse religieuse italienne fondatrice de congrégation.
- Pierre Canisius (XVIe siècle), jésuite, docteur de l'Église.
- Pierre Friedhofen († 1860), bienheureux prêtre allemand fondateur des Frères de la Miséricorde de Marie-Auxiliatrice.
- Pierre Thi et André Dũng-Lạc († 1839), prêtres vietnamiens, martyrs au Tonkin.

#### Saints orthodoxes(aux dates parfois «juliennes» ou orientales)
- Saints des Églises orthodoxes[9] :
- Pierre de Moscou († 1326), métropolite, thaumaturge, qui commença la construction de la célèbre cathédrale de la Dormition, au Kremlin.
- Julienne de Vyazma ( † 1406) princesse.
- Procope de Vyatsk (ru) († 1627), fol-en-Christ russe.

### Prénoms du jour
- Venier voire (H)Yver et des variantes bretonnes : Gwiner, Vener.

Et aussi :
- Thémistocle et ses variantes : Thémis voire Artémis, Thémiste et Thémistoklès / Θεμιστοκλής sa forme grecque originelle.
- Tomaz (dictons à suivre).
- Yule, Yul, Jól, Jól, Jul, Joulu, Jõul (sinon Jules et ses variantes).

## Traditions et superstitions

### Dictons
- « À la fête Saint-Thomas, les jours tombés au plus bas, vont demain grandir du pas d'un cat (chat). »[11]
- « À la Saint-Thomas, cuis ton pain, lave tes draps, tue un porc gras, si tu l’as ; tu l’auras pas si tôt tué, que Nau (Noël) sera arrivé. »[11] (dicton de Basse-Normandie).
- « À la Saint-Thomas, les jours sont au plus bas. »[12]
- « À la Saint-Thomas, on marie les filles avec les gars. »[13]
- « Pour la saint Thomas, si t'as un porc, donne-lui sur le nas ; aille en voler un qui n'en a, saint Thomas lui pardonnera. »[11] (dicton du Quercy)
- « Saint Thomas apporte l'hiver dans ses bras. »[14]
- « S'il gèle à la Saint-Thomas, il gèlera encore trois mois. »[11]

### Astrologie
- Signe du zodiaque : 29e jour du Sagittaire.

## Toponymie
- Les noms de plusieurs voies, places, sites ou édifices de pays ou régions francophones contiennent cette date sous diverses graphies : voir Vingt-et-Un-Décembre .